# ン・ブーム
ン・ブーム（M'Boom、またはM'Boom Re:percussion Ensemble）は、1970年にドラマーのマックス・ローチによって結成されたアメリカのジャズ・パーカッション・グループである。オリジナル・メンバーは、ローチ、ロイ・ブルックス、ウォーレン・スミス、ジョー・チェンバース、オマー・クレイ、レイ・マンティラー、フレディ・ウェイツであった。
ン・ブームのメンバーは全員、ドラム以外にもさまざまな打楽器を使用しているパーカッショニストである。これらには、ベル、ゴング、マリンバ、ティンパニ、ヴィブラフォン、シロフォン、ミュージックソーが含まれている。

## ディスコグラフィ

### アルバム
- 『リ・パーカッション』 - Re: Percussion (1973年、Strata-East)
- 『撃攘』 - Re: Percussion (1977年、Baystate)
- 『ウン・ブーム』 - M'Boom (1979年、Columbia)
- Collage (1984年、Soul Note)
- To the Max! (1991年、Enja) ※マックス・ローチ名義。3曲がン・ブームの演奏
- Live at S.O.B.'s New York (1992年、Blue Moon)